# AN/SPS-52
AN/SPS-52は、アメリカ合衆国のヒューズ社が開発した艦載用3次元レーダー。
初の実用3次元レーダーであったAN/SPS-39の最終発達型であり、ターター・システムやテリア・システムに連接されて防空艦に搭載された。

## 来歴
1950年代、ヒューズ社は周波数走査（FRESCAN）と呼ばれる画期的な電子走査方式を実用化し、これで垂直方向を走査することにより高度情報を得ることができる3次元レーダーの開発に着手した。まず試作機としてAN/SPS-26が製作され、1960年からは実用機としてのAN/SPS-39の引渡しが開始された。
しかし同機は、アメリカ海軍初の実用3次元レーダーであったことから、性能向上の試みが継続的になされており、1963年には、空中線部を従来の縦長なシリンドリカル・パラボラアンテナから、先進的なプレーン・アンテナに変更するなどの改良を加えたシリーズIIIの配備が開始された。そして同年、より抜本的な改良策の検討が着手されており、これにより開発されたのが本機である。
その後、小改正型のAN/SPS-52Bを経て、1977年10月よりジョンズ・ホプキンス大学応用物理研究所（APL）において、AN/SPS-52Cの地上試験が開始された。同年12月にはミサイル駆逐艦「タワーズ」艦上での実用試験が開始され、1978年には実戦配備可能と判断された。
AN/SPS-52シリーズの生産は1989年に終了した。

## 設計
基本的な原理はAN/SPS-39と同様で、垂直方向はFRESCAN方式、水平方向はアンテナの旋回による機械式の走査を行っている。空中線部は、AN/SPS-39シリーズIIIと同じプレーン・アンテナとされており、大型のSPA-72と小型のSPA-64の2種が用いられた。
SPA-72アンテナは大きさ4.2メートルほどで、60本のスロットアンテナ（それぞれに98スロット）を並べたプレーナアレイ・アンテナである。アンテナは18度傾いて取り付けられており、これを含めたシステム全体の重量は1.4トン程度であった。レーダー送信機としてはクライストロンが用いられている。
情報処理用のコンピュータとしては、AN/SPS-52ではヒューズH3118が、AN/SPS-52BではAN/UYK-15が、そしてAN/SPS-52CではAN/UYK-20が採用された。また、AN/SPS-52Cでは、射撃指揮装置へ目標諸元を伝達するためのAN/SYS-1 IADT（Integrated Automatic Detection and Tracking）が連接されている。
なおこれらの改良とともに信頼性の向上も進められており、平均故障間隔（MTBF）は、原型機であるAN/SPS-39で67.4時間であったのに対し、AN/SPS-52Bでは189時間、AN/SPS-52Cでは216時間とされている。

## 搭載艦
アメリカ海軍
- テリア・システム搭載艦
  - ファラガット級駆逐艦（クーンツ級駆逐艦）[脚注 1]
  - ボストン級ミサイル巡洋艦
  - プロビデンス級ミサイル巡洋艦
  - リーヒ級ミサイル巡洋艦[脚注 1]
  - 原子力ミサイル巡洋艦「ベインブリッジ」[脚注 1]
- ターター・システム搭載艦
  - チャールズ・F・アダムズ級ミサイル駆逐艦
  - ブルーク級ミサイルフリゲート
  - ジョン・ポール・ジョーンズ級ミサイル駆逐艦
  - ミッチャー級駆逐艦

 海上自衛隊
- たちかぜ型護衛艦
- はたかぜ型護衛艦

 オーストラリア海軍
- パース級駆逐艦

 ドイツ海軍
- リュッチェンス級駆逐艦

 スペイン海軍
- バレアレス級フリゲート
- 軽空母「プリンシペ・デ・アストゥリアス」

 イタリア海軍
- 巡洋艦「アンドレア・ドーリア」
- 巡洋艦「ヴィットリオ・ヴェネト」
- 軽空母「ジュゼッペ・ガリバルディ」
- アウダーチェ級駆逐艦
- デ・ラ・ペンネ級駆逐艦[脚注 2]

 タイ海軍
- 軽空母「チャクリ・ナルエベト」